# سرتيتان (مقاطعة غيلانغرب)
سرتيتان (بالفارسية: سرتیتان) هي قرية تقع في منطقة مركزية ريفية في إيران. يقدر عدد سكانها بـ 100 نسمة بحسب إحصاء 2016.